# 지바현 남부 지진
지바현 남부 지진(일본어: 千葉県南部地震 ちばけんなんぶじしん[*])은 2023년 5월 11일 4시 16분에 일본 지바현 남부에서 일어난 지진이다. 지바현 기사라즈시에서 최대 진도5강(일본 기상청 진도 계급)을 관측했다. 일본 기상청은 본 지진으로 쓰나미 우려는 없다고 밝혔다.

## 발생 구조
이번 지진이 일어난 미나미칸토 지역은 대륙판 아래에 해양판이 2개나 가라앉아 있는 복잡한 지구조론 형태를 가지고 있다. 미나미칸토 땅 밑에서 판이 서로 어떻게 맞물려 이루고 있는지는 정확하게 밝혀지지 않았다.
지진파 관측 및 중력 이상 관측 기법 등 1990년대 이후 고감도 지진계로 미소지진 진원 분포 등을 통해 판 구조 추측은 이루어지고 있으나 하나의 판이 가라앉은 깊이만 해도 다양한 설이 존재하며 최근에도 간토 단편과 같이 지하 구조에 대해 다양한 설이 존재한다.
본 지진은 필리핀해판 내부에서 발생한 슬래브 내부 지진이며, 1987년 지바현 동쪽 해역 지진과 같은 타입의 지진이다. 일본 기상청에서는 이번 지진의 발진기구 해석 결과 북서-남동 방향을 주향으로 하는 지진으로 분석하였다.

## 진도
아래는 일본 기상청 진도 계급 기준 진도4 이상을 관측한 지역이다.
| 진도 | 도도부현   | 시구정촌 |
| ---- | ---------- | --- |
| 5강  | 지바현     | 기사라즈시 |
| 5약  | 지바현     | 기미쓰시 |
| 4    | 지바현     | 가쓰우라시 가모가와시 훗쓰시 소데가우라시 미나미보소시 이스미시 오타키정 무쓰자와정 조난정 지바시(미하마구) 이치하라시 |
| 4    | 도쿄도     | 지요다구 시나가와구 |
| 4    | 가나가와현 | 요코하마시(가나가와구 나카구 도쓰카구 세야구 사카에구) 가와사키시(나카하라구)                                          |

지바현에서 진도5강 이상의 흔들림을 관측한 지진은 2012년 지바현 동쪽 해역 지진 이후 11년만이다.

## 피해
| 도도부현   | 인명 피해 | 인명 피해 | 인명 피해 | 주택 피해 | 주택 피해 | 주택 피해 |
| 도도부현   | 사망자    | 부상자    | 부상자    | 붕괴 주택 | 반파 주택 | 일부 손상 |
| 도도부현   | 사망자    | 중상자    | 경상자    | 붕괴 주택 | 반파 주택 | 일부 손상 |
| ---------- | --------- | --------- | --------- | --------- | --------- | --------- |
| 지바현     |           |           | 6명       |           |           | 77채      |
| 가나가와현 |           |           | 2명       |           |           |           |
| 총합       |           |           | 8명       |           |           | 77채      |

총 8명의 부상자가 발생했다. 지바현에서 6명이 부상을 입었고 가나가와현에서 2명~3명이 부상을 입었다. 진앙지 인근에서 건물 23채가 피해를 입었다. 또한 지바현 내 건물이 총 11동이 붕괴되었으며, 기사라즈역은 철도역 천장이 뒤틀리는 피해가 있었다. 기사라즈시에서는 주택의 기와가 떨어지고 산란했다.